# Мунстеръелм, Ялмар
Магнус Ялмар Мунстеръелм (фин. Magnus Hjalmar Munsterhjelm; 19 октября 1840[…], Туулос, Тавастгусская губерния — 2 апреля 1905[…], Гельсингфорс) — финский художник-пейзажист, академик Императорской Академии художеств.

## Биография
Родился 19 октября 1840 года в коммуне Туулос в семье Густава Мунстеръелма (Gustaf Riggert Munsterhjelm) и Матильды фон Эссен (Mathilda Charlotta Eleonora von Essen) в Великом княжестве Финляндском. Родители хотели, чтобы мальчик стал художником, но сам Ялмар мечтал о карьере моряка в связи с чем поступил в морскую школу в Турку. Во время учёбы два раза принял участие в парусной регате в Испании в 1858 и 1859 годах.
В 1860 году отец направил мальчика в Дюссельдорф, где он познакомился с финским художником Вернером Холмбергом и был принят в Дюссельдорфскую академию художеств, которую окончил в 1865 году первым на курсе.
После окончания Академии в Дюссельдорфе, художник с 1865 по 1866 годы учился в Карлсруэ и с 1867 по 1870 годы брал частные уроки у Ханса Гуде. Вернулся в Финляндию в 1870 года, когда между Германией и Францией начались военные действия.
Императорской Академией художеств было присвоено звание классного художника 2-й степени (1872) за картину «Зима в Финляндии». Было присвоено звание классного художника 1-й степени (1873) за картину «Финляндский вид». Присвоено звание академика ИАХ (1874).
Скончался 2 апреля 1905 года в Гельсингфорсе.

## Творчество
- Закат
- Берёзы летом
- Острова
- Лес в лунном свете